# Amirowicz
Amirowicz – polski herb szlachecki, nadany w zaborze austriackim.

## Opis herbu
W polu czerwonym kotwica o trzech łapach srebrna z wieńcem wokół pierścienia zielonym. Nad nią trzy gwiazdy złote jedna nad dwoma. Herb posiada dwa hełmy. Klejnot na prawym: Postać Hermesa w tunice srebrnej, z rospostartymi, ramionami, uskrzydlonymi przedramionami, trzymającego wieniec jak w godle w prawicy i kaduceusz w lewicy. Klejnot na hełmie lewym: Trzy pióra strusie - jedno czerwone między złotym z prawej i srebrnym z lewej. Labry na prawym hełmie czerwone, podbite złotem, na lewym czerwone, podbite srebrem.

## Najwcześniejsze wzmianki
Nadany Grzegorzowi Amirowiczowi, mieszczaninowi i kupcowi ze Stanisławowa, razem z drugim stopniem szlachectwa (Ritter von) i przydomkiem von Kłodacz (von Klodatsch) 22 września 1807 roku. Związek nobilitowanego z handlem symbolizuje postać Merkurego w klejnocie.

## Herbowni
Amirowicz.